# Montanha (Espírito Santo)
Montanha é um município brasileiro no estado do Espírito Santo, Região Sudeste do país. Localiza-se na região norte capixaba e ocupa uma área de cerca de 1 100 km². Sua população foi estimada em 18 900 habitantes em 2022.
Apresentando uma altitude de 180 metros, o município localiza-se na latitude 18° 07' 33" S e longitude 40° 21' 46" W. A colonização do território do atual município de Montanha teve início por volta de 1949, quando madeireiros, procedentes da Bahia, internando-se nas matas virgens da região, à procura de madeiras para o comércio, acamparam às margens do córrego Montanha. Surgiu pequeno povoado que, mais tarde, recebeu nos nomes de Comercinho da Palha e posteriormente Governador Jones dos Santos Neves. Em 1953, o povoado foi elevado à categoria de sede de distrito com a denominação de Montanha, nome do córrego que está à beira da cidade e passa por entre as montanhas de pedras, que a circundam.

## Economia
O grande destaque na economia de Montanha é o seu rebanho bovino. Existe um rebanho de 102.200 cabeças, sendo 70% para corte e 30% para leite. Este setor tem forte influência no município. A cultura do café possui uma área plantada de 6.000 ha com produção de 80.000 sacas. Na época da colheita, por um período de 60 dias, são gerados, em média, 5 empregos em cada pequena propriedade. A cultura da mandioca ocupa uma área de 1.500 ha com produção de 30.000 toneladas. A abóbora e o milho possuem uma área de 800 ha, com produção da abóbora em 6.400 ton. e o milho com 32.000 sacas. O feijão ocupa uma área de 500 ha, com produção de 5.000 sacas (IBGE, 2001).

## Cultura
Montanha possui algumas manifestações culturais conhecidas, como o Festival da Carne-de-Sol, um evento culinário festivo onde são feitos pratos à base de carne de sol, e o famoso Forró de Montanha.
Recentemente no município (2013), houve a gravação de um filme de ação e comédia, os Merciotários, uma sátira aos Mercenários, que envolveu e mobilizou toda a cidade. O longa-metragem foi patrocinado pelos comércios locais e interpretado por uma equipe de atores amadores e com poucos recursos dirigido por Leonardo Carvalho, recebendo ajuda e apoio da população da cidade, que até contribuíram com o elenco doando objetos do figurino. Em 13 de setembro de 2014 houve o lançamento do segundo filme da série, Merciotários 2: Uma nova história. E no dia 20 de março de 2016 foi estreou o terceiro filme da franquia, merciotários - A Origem do Cobra.
No ano de 2004 foi realizado pela gestão publica do município o projeto Grupo Cultural que resultou na formação de um grupo de teatro e um grupo de dança. o grupo de teatro, auxiliado pelo diretor e ator Gecimar lima montou seu primeiro espetáculo - A Coruja Sofia. o grupo inicialmente se chamava de grupo de teatro Tião Xoxô, em homenagem há um pioneiro do teatro no município. (Sebastião Alves), mas apos uns anos o grupo decidiu mudar o nome do grupo para retirar o ar de infantilidade, mas sem perder a essência de homenagem do mesmo passando então a se chamar grupo de teatro Os Tião. e este atualmente está em reformulação com sua atividades paradas. ou outro grupo fruto do projeto de 2004 foi a Cia de dança Contemporânea de Montanha que dirigida pelo diretor e bailarino Elidio Neto, montou o espetáculo Memórias e também anos mais tarde mudou seu nome para Cyza cia de dança e desde então continuou montando espetáculos e participando de festivais e mostras, atualmente o grupo é a cia de dança de montanha que está em processo de criação novamente com o professor Elidio Neto, na montagem de um espetáculo de fusão entre o afro e o contemporâneo com previsão de estreia em julho deste ano (2016).
Em Montanha também existe uma forte influencia da cultura afro através da capoeira. No município existem dois grupos, O grupo Filhos da Montanha* com o professor Índio e o grupo a.C.A.P.O.E.I.R.A. regida no município pelo mestre Clebão.
E em 2016 após aprovação unanime em primeira e segunda estancia na câmara municipal de vereadores, foi aprovado o projeto de lei que institui o dia 16 de abril como dia do capoeirista montanhense, que garantirá a realização por parte do poder público de ações que contribuam e valorizem a capoeira e seus praticantes no município.
*tanto nome quanto existência do grupo não são totalmente confirmadas até a data desta edição (05/2016)

### Esporte
Equipe amadora da cidade que se destaca atualmente no futebol local é a Associação Atlética Montanha "O Dragão do Norte" como é conhecida no extremo norte capixaba. Foi fundada em 11 de agosto de 2009, a equipe manda os seus jogos no Estádio Municipal Engº. Otto Lothar Reuter Lima "A Caverna do Dragão", já conquistou alguns títulos regionais: Copa Noroeste 2010; Copa Norte-Noroeste 2010; Bicampeão Copa Norte 2011 e 2012; A equipe ficou 4 (quatro) anos sem atividades, no ano de 2017 retomou as suas atividades e ficou com o vice-campeonato da Copa Norte.

### Formação Administrativa
Distrito criado sob a denominação de Montanha, pela lei estadual nº 767, de 11 de dezembro de 1953, subordinado ao município de Mucuricí.
Foi desmembrado de Mucuricí e elevado à categoria de município com a denominação “Montanha”, pela lei estadual 1913 de 28 de dezembro de 1963,
Em divisão territorial datada de 1 de janeiro de 1979, o município é constituído do distrito sede que havia sido instalado em 16 de abril de 1964.
O município de Montanha adquiriu o distrito de Vinhático, desmembrado de Conceição da Barra, pela lei estadual nº 3344 de 9 de maio de 1980.
Em divisão territorial datada de 18 de agosto de 1988, o Município foi constituído por 3 distritos: Montanha, Vinhático e São Sebastião do Norte.